# Кімі (фільм)
«KIMI» (англ. KIMI) — фільм-трилер режисера Стівена Содерберга із Зої Кравіц у головній ролі. Його прем'єра відбулася на платформі HBO Max 10 лютого 2022 року.

## Сюжет
Головна героїня фільму — співробітниця великої корпорації, яка, перевіряючи бази даних, наштовхується на інформацію про скоєний злочин. Саме їй начальство доручає провести розслідування, і тепер дівчина має вийти з дому в розпал пандемії.

## У ролях
- Зої Кравіц — Анджела Чайлдс;
- Ріта Вілсон — бос Анджели;
- Індія де Бофорт — Шерон;
- Емілі Курода — доктор Барнс;
- Робін Гівенс — мама Анджели;
- Хайме Каміл
- Джейкоб Варгас
- Еріка Крістенсен
- Девін Ретрей
- Робін Гівенс
- Чарльз Халфорд

## Виробництво
Проект анонсували 2 лютого 2021 року. Виробництвом зайнялася компанія New Line Cinema, сценарій написав Девід Кепп, головна роль дісталася Зої Кравіц. Зйомки розпочалися у квітні 2021 року в Лос-Анжелесі.